# Kawasaki 500 H1

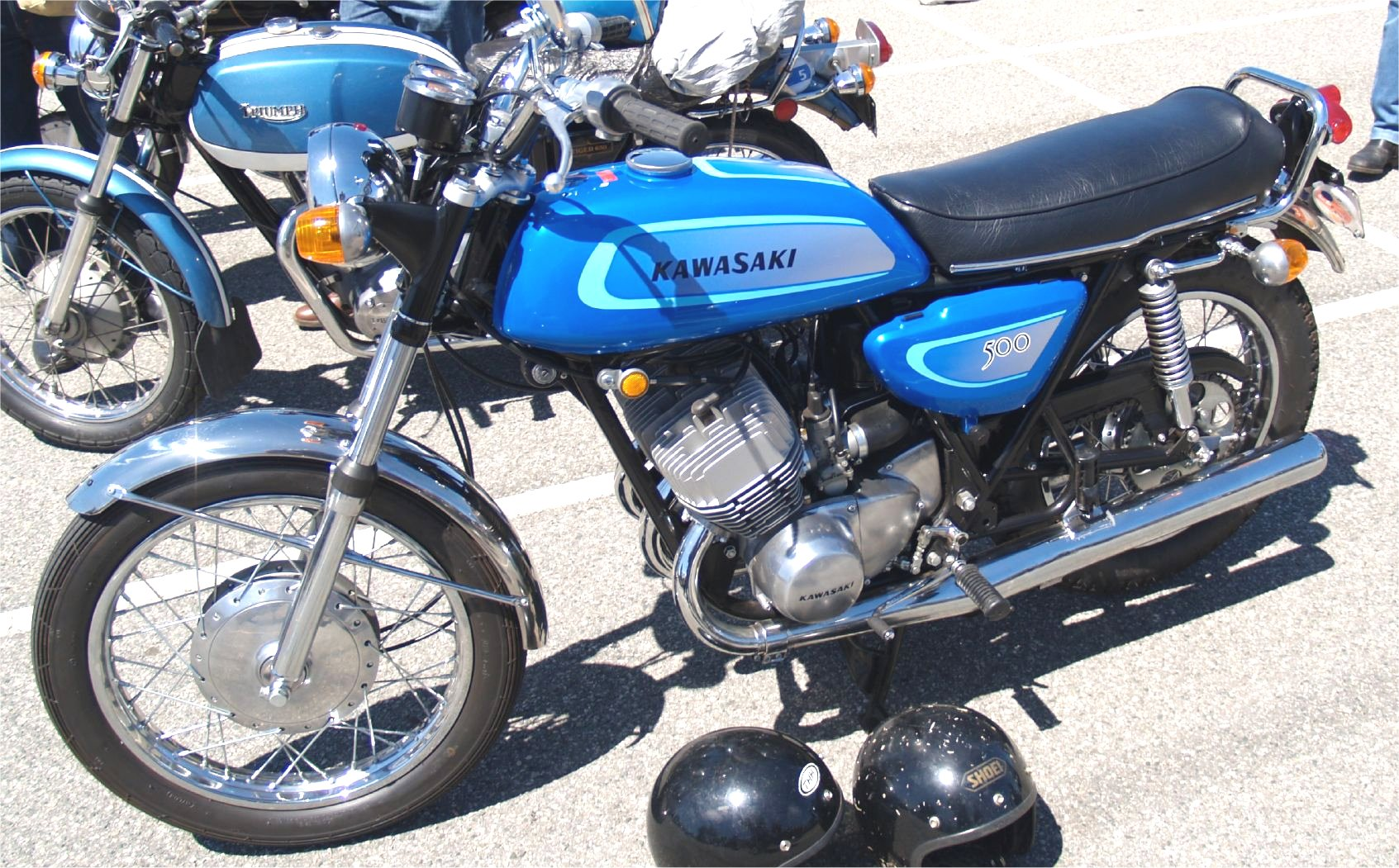
Kawasaki 500 H-1A

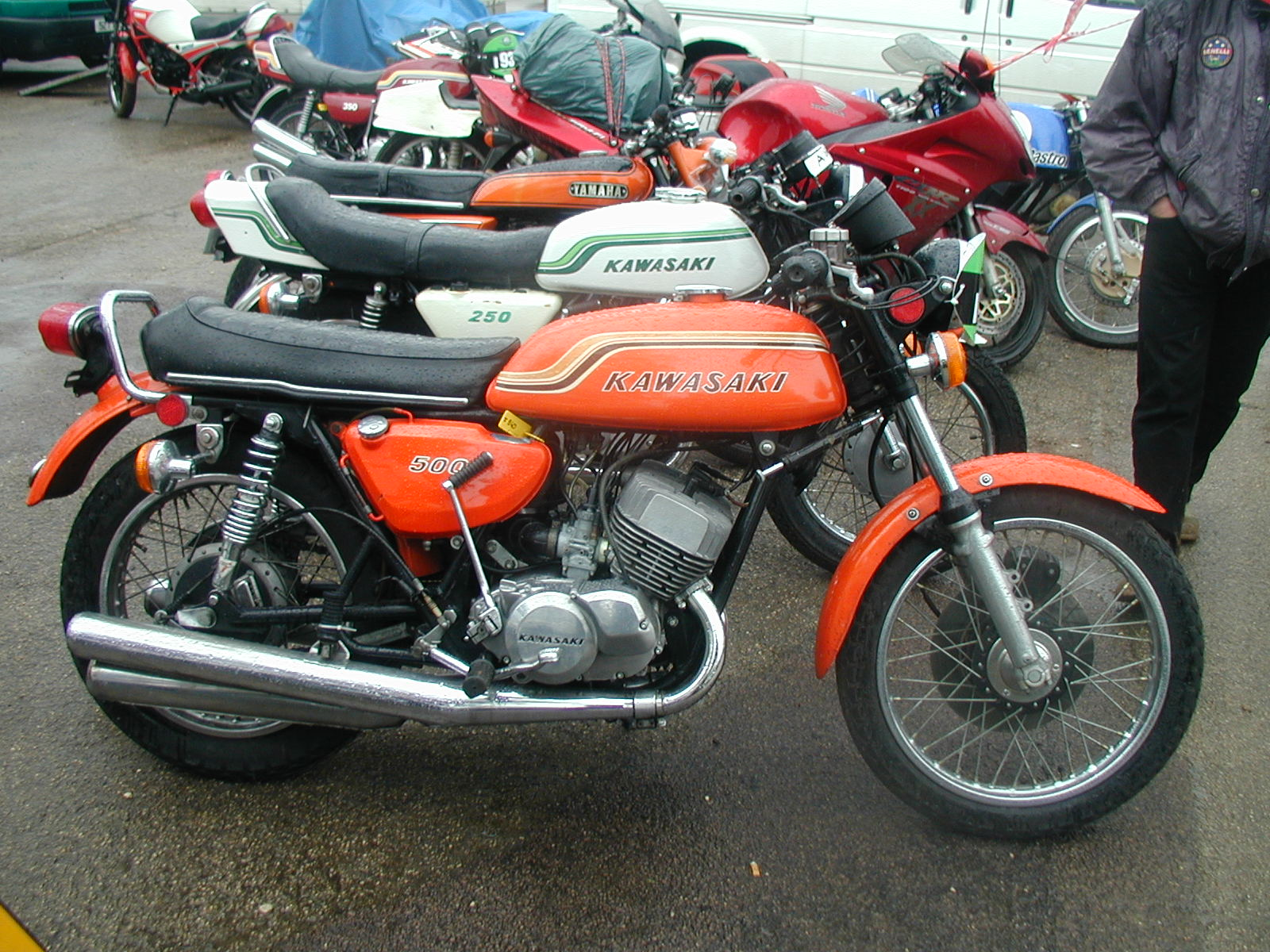
Kawasaki 500 H-1B

Die Kawasaki 500 H1 ist ein Motorrad des japanischen Herstellers Kawasaki, das auch MACH III genannt und von 1968 bis 1976 gebaut wurde. Die Kawasaki H1 war mit einer Höchstgeschwindigkeit von 201 km/h bei ihrem Erscheinen die schnellste Serienmaschine. Abgeleitet von der H1 wurde die Kawasaki H1R, eine käufliche Rennmaschine.

## Geschichte und Technik
Bereits Ende 1968 erschien die H1 auf dem Markt. Sie wurde von einem luftgekühlten Dreizylinder-Reihenmotor angetrieben, der 1967 unter Leitung von Yikio Otsuki entwickelt worden war und nur wenig mehr Gewicht hatte als ein Twin-Motor. Die Kolbenkanten steuerten den Einlass. Um eine Überhitzung des mittleren Zylinders vorzubeugen, wurden die äußeren Kühlrippen so geformt, dass ihn zusätzliche Luft erreichte. Der Motor hatte eine kontaktlose elektronische Zündung und drei 28-mm-Mikuni-Vergaser. Ein schmaler Rückgratrohrrahmen mit zwei Unterzügen bildete die Basis des Motorrads, eine unterdimensionierte Teleskopgabel und eine zweiarmige Hinterradschwinge nahmen die Räder mit Reifen in der Dimension 3.25–19 (vorne) und 4.00–18 (hinten) auf. Verzögert wurde das Vorderrad mit einer 206-mm-Duplex-Trommelbremse, hinten mit einer 180 mm Simplex-Bremse. 1972 wurde vorn eine 292-mm-Scheibenbremse eingeführt.
Durch den Erfolg der 500 H1 angeregt, entwickelte Kawasaki die 750 H2 Mach IV als neues Topmodell, das ab 1972 Maßstäbe in Beschleunigung und Höchstgeschwindigkeit setzte. Auch in den kleineren Klassen rundete man das Angebot 1972 mit der 250 S1 Mach I, und 350 S2 Mach II (350-SS), sowie 1974 mit der 400 S3 Mach II (400-SS) ab. Strengere Emissionsvorschriften bedeuteten das Produktionsende der Kawasaki Mach III, von der etwa 110.000 Exemplare gefertigt wurden. Gut erhaltene Exemplare werden heute für über 7.000 Euro angeboten, der Einsteigerpreis betrug damals (1969) 4.200 DM.

## Modellversionen
- 1969 H-1 (Farbe: Mitternachtsweiß mit blauen Streifen, später auch Peacockgrau mit schwarzen Streifen auf dem Tank), Trommelbremse (vorne), die peacock-graue Version hatte den Tank waagerecht montiert.
- 1970 H-1 (Farbe: Candyrot mit weißen Streifen auf dem Tank)
- 1971 H-1A (Farbe: Candyblau mit hellblauen Fläche und Streifen auf dem Tank), verchromte Lampenschale
- 1972 H-1B (Farbe: Pearlcandyorange mit weißen Streifen auf dem Tank), Scheibenbremse (vorne)
- 1973 H-1D (Farbe: Candylime mit weiß/schwarzen Streifen oder Candygreen mit hellgrüner Seitenfläche auf dem Tank), 58 PS (47 kW) bei 8.000 min−1
- 1974 H-1E (Farbe: Candylime mit weiß/schwarzen Streifen oder Candyrot mit weißen Streifen), Design angelehnt an die Kawasaki Z1
- 1975 H-1F (Farbe: Candysky (Blau) mit hellblauer Seitenfläche oder Candygold (Braun) mit gelber Seitenfläche)
- 1976 KH-500 (A8) (Farbe: Deepburgundy oder Kupfer mit gelben Streifen auf dem Tank), die Motorräder tragen ab diesem Zeitpunkt die Bezeichnung KH 500 (Kawasaki Highway), Leistung reduziert auf 52 PS  (38 kW) bei 7.000 min−1. Dieses Modell wurde noch 1977 zum Preis von 5.200 DM angeboten.[7]

## Mythos und Legende
Die H1 machte mit dem Erscheinen den Hersteller Kawasaki zu einem „Synonym für Leistung“. Die Mach III hatte eine „gewisse Brutalität und faszinierende Ungezähmheit,“ die der Hersteller insbesondere bei der Vermarktung betonte. Das Fahrwerk war dabei der Motorleistung nicht gewachsen: Als „Wackelpudding erster Güte“ wurde die Kawasaki bezeichnet. Der hohe Schwerpunkt und die ungünstige Gewichtsverteilung von 57 Prozent auf dem Hinterrad trug dazu bei, dass bei voller Beschleunigung (4,2 Sekunden von 0 auf 100 km/h; die Viertelmeile in 12,8 Sekunden) das Vorderrad vom Boden abheben konnte. Im angelsächsischen Sprachraum entstand daher der Name „Rodeo-Bike“. Der anfangs ausladende, hirschgeweih-förmige Lenker und die schaumgummigepolsterte Doppelsitzbank wurden als Zugeständnisse an die Wünsche auf dem US-amerikanischen Markt gewertet.

## Produktion-Übersichtstabelle
| Jahr   | Stückzahl |
| 1968   | 2.211     |
| 1969   | 15.230    |
| 1970   | 20.591    |
| 1971   | 22.132    |
| 1972   | 19.521    |
| 1973   | 15.389    |
| 1974   | 15.764    |
| 1975   | 4.903     |
| 1976   | 1.768     |
| Gesamt | 117.509   |